# Hắc Hà
Hắc Hà (黑河市) là một địa cấp thị tỉnh Hắc Long Giang, Cộng hòa Nhân dân Trung Hoa. 

## Các đơn vị hành chính
Địa cấp thị Hắc Hà quản lý các đơn vị cấp huyện sau:

### Các quận nội thành
Các quận sau:
- Ái Huy (爱辉区)

### Các thành phố cấp huyện
Các thành phố cấp huyện:
- Bắc An (北安市)
- Ngũ Đại Liên Trì (五大连池市)
- Nộn Giang (嫩江县)

### Các huyện
Các huyện:
- Tốn Khắc (逊克县)
- Tôn Ngô (孙吴县)